# Jaxon
Jaxon (nekoč Jackson) so slovenska pop rock skupina, ki deluje od leta 2013. Sestavljajo jo pevec in kitarist Tomaž Kozovinc, baskitarist Luka Vinko in bobnar Blaž Selišnik (slednja dva pojeta tudi spremljevalne vokale).

## Glasbena pot
Spoznali so se v srednji šoli, na gimnaziji Lava v Celju. Kozovinc je dal pobudo, da bi se ustanovil šolski bend, v katerem bi sodelovali različni glasbeniki in pevci z gimnazije. Tak bend je tudi nastal in tam so se njihove poti križale. Kot Jackson so se združili septembra 2013 in že naslednji mesec predstavili svojo prvo skladbo »Sova«. Zanjo so pozneje posneli tudi svoj prvi videospot, ki so ga objavili aprila 2014. Do konca leta sta sledila še »Izlet« (julija) in »Čakam«, naslovna pesem filma Zadnji krog (oktobra). Videospot za »Čakam« se je (maja 2015) povzpel na 1. mesto lestvice Domačica MTV Adria. Jeseni so sodelovali v 4. sezoni šova Slovenija ima talent; prišli so do polfinala (2. polfinalna oddaja 16. novembra 2014), za katerega so izbrali »Get Lucky« dvojca Daft Punk in Pharrella Williamsa. Leta 2015 so se potegovali za nominacijo za evropsko glasbeno nagrado MTV za najboljšega izvajalca jadranske regije (MTV EMA Best Adria Act). Naslednji singel, »Na postaji«, so izdali šele novembra 2016, saj so se dve leti bolj posvečali nastopanju. Ta je napovedal nekoliko drugačen, bolj »jacksonovski« (bolj rockovski) zvok, ki so ga ustvarili skupaj, medtem ko so bili prvi trije singli bolj »mladostniški«, saj jih je Kozovinc napisal še v svojih »rosnejših« letih.
27. maja 2017 je v samozaložbi izšel njihov debitantski album V čast srca, ki so ga na dan izida predstavili v dvorani Celjskega mladinskega centra. Posneli so ga v Kozovinčevem studiu, ki se imenuje BatCave. Julija so na radijske valove poslali pesem »Zdaj vem«, pri kateri je glavne vokale odpel Vinko. Po še dveh singlih z albuma so oktobra 2018 objavili povsem novo skladbo »Zvezdni popotnik«, ki je postala popevka tedna na Valu 202. 23. aprila 2019 so nastopili na Ortofestu.
Z letom 2020 so svoje ime začeli zapisovati z x (Jaxon namesto Jackson, izgovori se enako) in sredi januarja pod novim imenom izdali »Moj navdih za vdih«.

## Diskografija

### Albumi
- 2017: V čast srca

### Singli
| Leto      | Naslov             | Uradni videospot | Digitalni singel | Album       |
| --------- | ------------------ | ---------------- | ---------------- | ----------- |
| 2013      | Sova               | ✓                |                  | V čast srca |
| 2014      | Izlet              |                  |                  | V čast srca |
| 2014      | Čakam              | ✓                |                  | V čast srca |
| 2016      | Na postaji         |                  |                  | V čast srca |
| 2017      | Kdo si ti          |                  |                  | V čast srca |
| 2017      | Zdaj vem           |                  |                  | V čast srca |
| 2017      | Podira se svet     | ✓                |                  | V čast srca |
| 2018      | Evforija           | ✓                |                  | V čast srca |
| 2018      | Zvezdni popotnik   | ✓                | ✓                | —           |
| Kot Jaxon |                    |                  |                  |             |
| 2020      | Moj navdih za vdih | ✓                | ✓                | —           |

Besedila piše Kozovinc, ki je tudi glavni avtor glasbe, za aranžmaje pa poskrbijo skupaj.